# Клепач
Клепач (мкд. Клепач) је насеље у Северној Македонији, у јужном делу државе. Клепач припада општини Прилеп.

## Географија
Насеље Клепач је смештено у јужном делу Северне Македоније. Од најближег већег града, Прилепа, насеље је удаљено 25 km југозападно.
Клепач се налази у средишњем делу Пелагоније, највеће висоравни Северне Македоније. Село је смештено у средишњем делу поља, а најближа планина је Селечка планина, 15 km источно. Источно од села протиче Црна река. Надморска висина насеља је приближно 590 метара.
Клима у насељу је континентална.

## Становништво
По попису становништва из 2002. године Клепач је имао 160 становника.
Претежно становништво у насељу су етнички Македонци (100%).
Већинска вероисповест у насељу је православље.